# Ґарднер Дозуа
Ґарднер Реймонд Дозуа (англ. Gardner Raymond Dozois; народ. 23 липня 1947, Сейлем (Массачусетс) — 27 травня 2018, Філадельфія) — американський письменник-фантаст і редактор. З 1984 по 2004 роки був головним редактором журналу «Азімовз сайнс фікшн». Дозуа є багаторазовим переможцем премій «Г'юго» і «Неб'юла» і як редактор, і як автор оповідань.

## Біографія
Дозуа народився 23 липня 1947 року в Сейлемі, штат Массачусетс. У 1965 році закінчив середню школу Сейлема. З 1966 по 1969 роки служив в армії журналістом, після чого переїхав до Нью-Йорка, щоб працювати редактором наукової фантастики.
Дозуа стверджував, що звернувся до читання художньої літератури як до втечі від провінціалізму свого рідного міста.
У 2004 році дорогою з гри Філадельфія Філліз Дозуа потрапив в автомобільну аварію, в результаті якої був важко поранений. Як наслідок він уперше за багато років пропустив Worldcon. Надалі було лікування і одужання.
Проживав у Філадельфії, помер 27 травня 2018 року від сепсису

## Редакторська діяльність
Ґарднер Дозуа найбільш відомий, мабуть, як людина, що отримала рекордні 15 «Г'юго», як найкращий професійний редактор. Він отримував цю премію майже щороку: у 1988—1993, у 1995—2001, в 2003 і 2004 роках. У 1987 1994 2002,,, 2005 і 2007 роках він був серед номінантів. Цікаво відзначити, що всі «Г'юго» були ним отримані в період, коли він був головним редактором журналу Азімова. На додаток до своєї роботи в журналі Азімова, він також працював в 1970-х роках в таких журналах як «Гелексі сайнс фікшн», «If», «Worlds of Fantasy» та «Worlds of Tomorrow».
Дозуа добре відомий як укладач антологій оповідань. Після свого відходу з поста головного редактора Asimov's, він залишився редактором серії антологій The year's Best Science Fiction, який публікується щорічно з 1984 року. Також, разом з Джеком Даному він редагував серії тематичних збірок: «Кішки», «Динозаври», «Морські змії», «Хакери». Ґарднер Дозуа отримав 20 премій «Локус» за найкращу антологію; і ще 16 як редактор.
Дозуа послідовно висловив особливий інтерес до пригодницької наукової фантастики і, в тому числі, до космічної опери, яку він називає «центр-ядро наукової фантастики». Майкл Свонвік, з яким Дозуа співпрацював у фантастиці, опублікував у 2001 році у видавництві Old Earth Books велике інтерв'ю з Дозуа. Інтерв'ю під назвою Being Gardner Dozois, охоплює кожний опублікований художній твір Дозуа. У 2002 році Being Gardner Dozois було номіновано на премію «Г'юго» в категорії за найкращу книгу про фантастику. А в 2002 році інтерв'ю виграло премію «Локус» у категорії Best Non-fiction/Art Book.
Твори, що Ґарднер Дозуа відбирав для щорічних конкурсів як найкращі твори року, у загальному обсязі виграли, станом на грудень 2015 року, 44 Г'юго, 41 Неб'юлу, 32 премії Локус, 10 Всесвітніх премій фентезі і 18 Меморіальних премій імені Теодора Стерджона.
Дозуа послідовно висловив особливий інтерес до пригодницької наукової фантастики а також до космічної опери, які він спільно називає «центральним ядром наукової фантастики».

## Письменницькі праці

### Художня література
- «A Special Kind of Morning» (1971)
- «Chains of the Sea» (1971)
- «Machines of Loving Grace» (1972)
- A Day in the Life (1973, ISBN 978-0-06-080307-0)First Edition 1978 Library of Congress number 78-160655
- Nightmare Blue (with George Alec Effinger) (1977, ISBN 978-0-00-614617-9)
- The Visible Man (collection) (1977, ASIN B000GZU4C8)
- Незнайомці (1978)
- «A Traveler in an Antique Land» (1983)
- «The Peacemaker» (1983) (Nebula Award winner)
- «Morning Child» (1984) (Nebula Award winner)
- Slow Dancing Through Time (collection) (1990, 978-0942681031)
- Geodesic Dreams (collection) (1992, ISBN 978-0-441-00021-0)
- «A Knight of Ghosts and Shadows» (1999)
- Strange Days: Fabulous Journeys with Gardner Dozois (collection) (2001)
- «The Hanging Curve» (F&SF, April 2002)
- Morning Child and Other Stories (collection) (2004, ISBN 978-0-7434-9318-5)
- «When the Great Days Came» (The Magazine of Fantasy and Science Fiction, Dec 2005)
- Shadow Twin (2005) (з Джорджем Р. Р. Мартіном та Daniel Abraham)
- «Counterfactual» (F&SF, June 2006)
- Hunter's Run (2008, ISBN 978-0-06-137329-9) (with George R. R. Martin and Daniel Abraham)
- When the Great Days Come (collection) (2011)

### Нехудожні твори
- The Fiction of James Tiptree, Jr. (1977, ISBN 978-0-916186-04-3)
- Writing Science Fiction & Fantasy (1993, ISBN 978-0-312-08926-9) (co-edited with Stanley Schmidt and Sheila Williams)

## Вибрані антології під редакцією Ґарднера Дозуа
- Future Power (1976, ASIN B000H75MWC) (co-edited with Jack Dann)
- Another World: Adventures in Otherness (1977, ISBN 978-0-695-40695-0)
- Ripper (1988, ISBN 978-0-8125-1700-2) (co-edited with Susan Casper)
- Modern Classics of Science Fiction (1992, ISBN 978-0-312-07238-4)
- Future Earths: Under African Skies (1993, ISBN 978-0-88677-544-5) (co-edited with Mike Resnick)
- Future Earths: Under South American Skies (1993, ISBN 978-0-88677-581-0) (co-edited with Mike Resnick)
- Modern Classic Short Novels of Science Fiction (1994, ISBN 978-0-312-10504-4)
- Mammoth Book of Contemporary SF Masters (1994, ISBN 978-1-85487-297-5)
- Killing Me Softly (1995, ASIN B000OEN80G)
- Dying for It (1997, ASIN B000H40WZC)
- Modern Classics of Fantasy (1997, ISBN 978-0-312-16931-2)
- Roads Not Taken: Tales of Alternate History (1998, ISBN 978-0-345-42194-4) (co-edited with Stanley Schmidt)
- The Good Old Stuff: Adventure SF in the Grand Tradition (1998, ISBN 978-0-312-19275-4)
- The Good New Stuff: Adventure in SF in the Grand Tradition (1999, ISBN 978-0-312-19890-9)
- Explorers: SF Adventures to Far Horizons (2000, ISBN 978-0-312-25462-9)
- The Furthest Horizon: SF Adventures to the Far Future (2000, ISBN 978-0-312-26326-3)
- Worldmakers: SF Adventures in Terraforming (2001, ISBN 978-0-312-27570-9)
- Supermen: Tales of the Posthuman Future (2002, ISBN 978-0-312-27569-3)
- Galileo's Children: Tales of Science vs. Superstition (2005, ISBN 978-1-59102-315-9)
- One Million A.D. (2005, ISBN 0-7394-6273-3)
- Nebula Awards Showcase 2006 (2006, ISBN 978-0-451-46064-6)
- Escape From Earth: New Adventures in Space (2006, ISBN 1-58288-225-8) (co-edited with Jack Dann)
- Wizards: Magical Tales from the Masters of Modern Fantasy (2007, ISBN 978-0-425-21518-0) (co-edited with Jack Dann)
- The New Space Opera (2007, ISBN 978-0-06-084675-6) (co-edited with Jonathan Strahan)
- Galactic Empires (2007)
- The New Space Opera 2 (2009, ISBN 978-0-06-156235-8) (co-edited with Jonathan Strahan)

### Антології у Крос-Жанрі (гібридному жанрі), співредактори Дозуа і Мартін
- Songs of the Dying Earth, a tribute anthology to Jack Vance´s seminal Dying Earth series, published by Subterranean Press (co-edited with George R. R. Martin) (2009)
- Warriors, a cross-genre anthology featuring stories about war and warriors (co-edited with George R. R. Martin) (2010); Locus Award
- Songs of Love and Death, a cross-genre anthology featuring stories of romance in fantasy and science-fiction settings (co-edited with George R. R. Martin) (2010)
- Down These Strange Streets, a cross-genre anthology featuring stories of private-eye detectives in fantasy and science fiction settings (co-edited with George R. R. Martin)[8] (November 2011)
- Old Mars, an anthology featuring new stories about Mars in retro-SF vein (co-edited with George R. R. Martin) (2013); Locus Award[9]
- Dangerous Women, a cross-genre anthology featuring stories about women warriors (co-edited with George R. R. Martin) (2013)[10]
- Rogues, a cross-genre anthology featuring stories about assorted rogues (co-edited with George R. R. Martin) (2014)
- Old Venus, an anthology featuring new stories about Venus in retro-SF vein (co-edited with George R. R. Martin) (2015)[11]

### Тематичні антології серії, співредактори Дозуа і Данн
- Aliens! (April 1980, Pocket Books, ISBN 0-671-83155-0)
- Unicorns! (May 1982, ISBN 978-0-441-85441-7)
- Magicats! (June 1984, ISBN 978-0-441-51532-5)
- Bestiary! (October 1985, ISBN 978-0-441-05508-1)
- Mermaids! (January 1986, ISBN 978-0-441-52567-6)
- Sorcerers! (October 1986, ISBN 978-0-441-77532-3)
- Demons! (July 1987, ISBN 978-0-441-14264-4)
- Dogtales! (September 1988, ISBN 978-0-441-15760-0)
- Seaserpents! (December 1989, ISBN 978-0-441-75682-7)
- Dinosaurs! (June 1990, ISBN 978-0-441-14883-7)
- Little People! (March 1991, ISBN 978-0-441-50391-9)
- Magicats II (December 1991, ISBN 978-0-441-51533-2)
- Unicorns II (November 1992, ISBN 978-0-441-84564-4)
- Dragons! (August 1993, ISBN 978-0-441-16631-2)
- Invaders! (December 1993, ISBN 978-0-441-01519-1)
- Horses! (May 1994, ISBN 978-0-441-00057-9)
- Angels! (June 1995, ISBN 978-0-441-00220-7)
- Dinosaurs II (December 1995, ISBN 978-0-441-00285-6)
- Hackers (October 1996, ISBN 978-0-441-00375-4)
- Timegates (March 1997, ISBN 978-0-441-00428-7)
- Clones (April 1998, ISBN 978-0-441-00522-2)
- Immortals (July 1998, ISBN 978-0-441-00539-0)
- Nanotech (December 1998, ISBN 978-0-441-00585-7)
- Future War (August 1999, ISBN 978-0-441-00639-7)
- Armageddons (November 1999, ISBN 978-0-441-00675-5)
- Aliens Among Us (June 2000, ISBN 978-0-441-00704-2)
- Genometry (January 2001, ISBN 978-0-441-00797-4)
- Space Soldiers (April 2001, ISBN 978-0-441-00824-7)
- Future Sports (June 2002, ISBN 978-0-441-00961-9)
- Beyond Flesh (December 2002, ISBN 978-0-441-00999-2)
- Future Crimes (December 2003, ISBN 978-0-441-01118-6)
- A.I.s (December 2004, ISBN 978-0-441-01216-9)
- Robots (August 2005, ISBN 978-0-441-01321-0)
- Beyond Singularity (December 2005, ISBN 978-0-441-01363-0)
- Escape from Earth (August 2006, Science Fiction Book Club, ISBN 978-1-58288-225-3)
- Futures Past (November 2006, ISBN 978-0-441-01454-5)
- Dangerous Games (April 2007, ISBN 978-0-441-01490-3)
- Wizards (May 2007, ISBN 978-1-101-20874-8)
- The Dragon Book (November 2009, ISBN 978-1-101-15126-6)

### Серія «Айзека Азімова»
- Transcendental Tales from Isaac Asimov's Science Fiction Magazine (1989, ISBN 978-0-89865-762-3)
- Time Travelers from Isaac Asimov's Science Fiction Magazine (1989, ISBN 978-0-441-80935-6)
- Isaac Asimov's Robots (1991, ISBN 978-0-441-37376-5) (co-edited with Sheila Williams)
- Isaac Asimov's Aliens (1991, ISBN 978-0-441-01672-3)
- Isaac Asimov's Mars (1991, ISBN 978-0-441-37375-8)
- Isaac Asimov's Earth (1992, ISBN 978-0-441-37377-2) (co-edited with Sheila Williams)
- Isaac Asimov's War (1993, ISBN 978-0-441-37393-2)
- Isaac Asimov's SF Lite (1993, ISBN 978-0-441-37389-5)
- Isaac Asimov's Cyberdreams (1994, ASIN B000HWNC5Q)
- Isaac Asimov's Skin Deep (1995, ISBN 978-0-441-00190-3) (co-edited with Sheila Williams)
- Isaac Asimov's Ghosts (1995, ISBN 978-0-441-00254-2) (co-edited with Sheila Williams)
- Isaac Asimov's Vampires (1996, ISBN 978-0-441-00387-7) (co-edited with Sheila Williams)
- Isaac Asimov's Moons (1997, ISBN 978-0-441-00453-9) (co-edited with Sheila Williams)
- Isaac Asimov's Christmas (1997, ISBN 978-0-441-00491-1) (co-edited with Sheila Williams)
- Isaac Asimov's Detectives (1998, ISBN 978-0-441-00545-1) (co-edited with Sheila Williams)
- Isaac Asimov's Camelot (1998, ISBN 978-0-441-00527-7) (co-edited with Sheila Williams)
- Isaac Asimov's Solar System (1999, ISBN 978-0-441-00698-4) (co-edited with Sheila Williams)
- Isaac Asimov's Werewolves (1999, ISBN 978-0-441-00661-8) (co-edited with Sheila Williams)
- Isaac Asimov's Valentines (1999, ISBN 978-0-441-00602-1) (co-edited with Sheila Williams)
- Isaac Asimov's Halloween (1999, ISBN 978-0-441-00854-4) (co-edited with Sheila Williams)
- Isaac Asimov's Utopias (2000, ISBN 978-0-441-00784-4) (co-edited with Sheila Williams)
- Isaac Asimov's Mother's Day (2000, ISBN 978-0-441-00721-9) (co-edited with Sheila Williams)
- Isaac Asimov's Father's Day (2001, ISBN 978-0-441-00874-2) (co-edited with Sheila Williams)

### Найкращі науково-фантастичні серії року
- The Year's Best Science Fiction: First Annual Collection (1984)
- The Year's Best Science Fiction: Second Annual Collection (1985)
- The Year's Best Science Fiction: Third Annual Collection (1986)
- The Year's Best Science Fiction: Fourth Annual Collection (1987)
- The Year's Best Science Fiction: Fifth Annual Collection (1988)
- The Year's Best Science Fiction: Sixth Annual Collection (1989)
- The Year's Best Science Fiction: Seventh Annual Collection (1990)
- The Year's Best Science Fiction: Eighth Annual Collection (1991)
- The Year's Best Science Fiction: Ninth Annual Collection (1992)
- The Year's Best Science Fiction: Tenth Annual Collection (1993)
- The Year's Best Science Fiction: Eleventh Annual Collection (1994)
- The Year's Best Science Fiction: Twelfth Annual Collection (1995)
- The Year's Best Science Fiction: Thirteenth Annual Collection (1996)
- The Year's Best Science Fiction: Fourteenth Annual Collection (1997)
- The Year's Best Science Fiction: Fifteenth Annual Collection (1998)
- The Year's Best Science Fiction: Sixteenth Annual Collection (1999)
- The Year's Best Science Fiction: Seventeenth Annual Collection (2000)
- The Year's Best Science Fiction: Eighteenth Annual Collection (2001)
- The Year's Best Science Fiction: Nineteenth Annual Collection (2002)
- The Year's Best Science Fiction: Twentieth Annual Collection (2003)
- The Year's Best Science Fiction: Twenty-First Annual Collection (2004)
- Best of the Best: 20 Years of the Year's Best Science Fiction (2005) (Anthology from previous Year's Best Science Fiction editions)
- The Year's Best Science Fiction: Twenty-Second Annual Collection (2005)
- The Year's Best Science Fiction: Twenty-Third Annual Collection (2006)
- Best of the Best Volume 2: 20 Years of the Year's Best Short Science Fiction Novels (2007) (Anthology from previous Year's Best Science Fiction editions)
- The Year's Best Science Fiction: Twenty-Fourth Annual Collection (2007)
- The Year's Best Science Fiction: Twenty-Fifth Annual Collection (2008)
- The Year's Best Science Fiction: Twenty-Sixth Annual Collection (2009)
- The Year's Best Science Fiction: Twenty-Seventh Annual Collection (2010)
- The Year's Best Science Fiction: Twenty-Eighth Annual Collection (2011)
- The Year's Best Science Fiction: Twenty-Ninth Annual Collection (2012)
- The Year's Best Science Fiction: Thirtieth Annual Collection (2013)
- The Year's Best Science Fiction: Thirty-First Annual Collection (2014)
- The Year's Best Science Fiction: Thirty-Second Annual Collection (2015)
- The Year's Best Science Fiction: Thirty-Third Annual Collection (2016)